# Une créature sans défense
Une créature sans défense est une nouvelle de six pages d'Anton Tchekhov.

## Historique
Une créature sans défense est initialement publiée dans la revue russe Les Éclats, numéro 9, du 24 février 1887 sous le pseudonyme A.Tchekhonte.

## Résumé
Mme Chtchoukine vient se plaindre de la faible retraite de son mari fonctionnaire de l’éducation nationale dans une banque privée … ! Elle a une voix très pénible, et tout le monde se débarrasse d'elle. La dame insiste et ne veut pas partir. À la fin de la journée, Kistounov, le directeur de la banque, n’en pouvant plus, lui donne vingt cinq rouble, croyant s’en débarrasser. Pas de chance, elle revient le lendemain.

## Édition française
- Une créature sans défense traduit par Edouard Parayre, Bibliothèque de la pléiade, Édition Gallimard, 1970  (ISBN 2-07-010550-4)